# Andrea Cambiaso
Pour les articles homonymes, voir Cambiaso.
Andrea Cambiaso, né le 20 février 2000 à Gênes, est un footballeur international italien qui évolue au poste d'arrière droit ou gauche à la Juventus de Turin

## Biographie

### Carrière en club
Né à Gênes, Cambiaso effectue l'essentiel de sa formation au Genoa, débutant sa carrière senior en Serie D lors des saisons 2017-18 et 2018-19, en prêt respectivement aux clubs d'Albissola —  dont il participe à la promotion en Serie C — puis Savona.
Le 2 août 2019, il est cette fois prêté en Serie C à Alessandria. Il fait ses débuts professionnels dans la 3e division italienne le 25 août 2019, titularisé pour le match d'ouverture de la saison contre Gozzano, aboutissant à un score nul de 2-2,. S'imposant comme titulaire avec le club d'Alexandrie, il subit néanmoins une rupture du ligament croisé antérieur le 4 décembre 2019, lors d'un match contre l'équipe reserve de la Juventus, écourtant ainsi sa saison, dans tous les cas rapidement interrompue par le covid.
Le 21 septembre 2020, il est à nouveau prêté, rejoignant l'Empoli en Serie B, avec une option d'achat. Il fait ses débuts avec le club le 28 octobre 2020, lors de la victoire 4-2 en Coupe d'Italie chez le club de Serie A du Benevento, faisant également ses débuts en championnat quelques semaines plus tard. Membre à temps plein de l'effectif professionnel toscan, il ne joue toutefois que 7 matchs en championnat, au sein de cette équipe qui joue la promotion, et avec laquelle il est finalement sacré champion de deuxième division italienne,,.
De retour au Genoa pour la saison 2021-22, Cambiaso enchaine les titularisation au poste de piston gauche, d'abord pour la victoire 3-2 contre Pérouse en Coupe d'Italie le 13 août 2021, puis en ouverture de la Serie A contre les champions en titre de l'Inter,,.

### En équipe nationale
Il est retenu dans la liste des 26 joueurs italiens du sélectionneur Luciano Spalletti pour participer à l'Euro 2024 .

## Statistiques détaillées
| Saison                | Club                  | Championnat           | Championnat | Championnat | Championnat | Coupe(s) nationale(s) | Coupe(s) nationale(s) | Coupe(s) nationale(s) | Supercoupe | Supercoupe | Supercoupe | Compétition(s) continentale(s) | Compétition(s) continentale(s) | Compétition(s) continentale(s) | Compétition(s) continentale(s) | Coupe du monde des clubs | Coupe du monde des clubs | Coupe du monde des clubs | Italie | Italie | Italie | Total | Total | Total |
| Saison                | Club                  | Division              | M.          | B.          | P.d.        | M.                    | B.                    | P.d.                  | M.         | B.         | P.d.       | Comp.                          | M.                             | B.                             | P.d.                           | M.                       | B.                       | P.d.                     | M.     | B.     | P.d.   | M.    | B.    | P.d.  |
| 2019-2020             | Alexandria (prêt)     | Serie C               | 17          | 0           | 0           | 1                     | 0                     | 0                     | -          | -          | -          | -                              | -                              | -                              | -                              | -                        | -                        | -                        | -      | -      | -      | 18    | 0     | 0     |
| 2020-2021             | Empoli FC (prêt)      | Serie B               | 7           | 0           | 0           | 2                     | 0                     | 0                     | -          | -          | -          | -                              | -                              | -                              | -                              | -                        | -                        | -                        | -      | -      | -      | 9     | 0     | 0     |
| Sous-total            | Sous-total            | Sous-total            | 24          | 0           | 0           | 3                     | 0                     | 0                     | -          | -          | -          | -                              | -                              | -                              | -                              | -                        | -                        | -                        | -      | -      | -      | 27    | 0     | 0     |
| 2021-2022             | Genoa CFC             | Serie A               | 26          | 1           | 4           | 2                     | 0                     | 0                     | -          | -          | -          | -                              | -                              | -                              | -                              | -                        | -                        | -                        | -      | -      | -      | 28    | 1     | 4     |
| Sous-total            | Sous-total            | Sous-total            | 26          | 1           | 4           | 2                     | 0                     | 0                     | -          | -          | -          | -                              | -                              | -                              | -                              | -                        | -                        | -                        | -      | -      | -      | 28    | 1     | 4     |
| 2022-2023             | Bologne FC (prêt)     | Serie A               | 32          | 0           | 3           | 2                     | 0                     | 0                     | -          | -          | -          | -                              | -                              | -                              | -                              | -                        | -                        | -                        | -      | -      | -      | 34    | 0     | 3     |
| Sous-total            | Sous-total            | Sous-total            | 32          | 0           | 3           | 2                     | 0                     | 0                     | -          | -          | -          | -                              | -                              | -                              | -                              | -                        | -                        | -                        | -      | -      | -      | 34    | 0     | 3     |
| 2023-2024             | Juventus FC           | Serie A               | 34          | 2           | 3           | 5                     | 1                     | 3                     | 1          | 0          | 0          | -                              | -                              | -                              | -                              | -                        | -                        | -                        | 6      | 0      | 0      | 46    | 3     | 6     |
| 2024-2025             | Juventus FC           | Serie A               | 33          | 2           | 3           | 1                     | 0                     | 0                     | 1          | 0          | 0          | C1                             | 7                              | 0                              | 1                              | 4                        | 0                        | 1                        | 7      | 3      | 1      | 53    | 5     | 6     |
| Sous-total            | Sous-total            | Sous-total            | 67          | 4           | 6           | 6                     | 1                     | 3                     | 2          | 0          | 0          | -                              | 7                              | 0                              | 1                              | 4                        | 0                        | 1                        | 13     | 3      | 1      | 99    | 8     | 12    |
| Total sur la carrière | Total sur la carrière | Total sur la carrière | 149         | 5           | 13          | 13                    | 1                     | 3                     | 2          | 0          | 0          | -                              | 7                              | 0                              | 1                              | 4                        | 0                        | 1                        | 13     | 3      | 1      | 188   | 9     | 19    |

## Style de jeu
Gaucher initialement évoluant comme latéral gauche, il est néanmoins aussi capable d'évoluer à droite. Jouant même principalement d'abord au poste de milieu de terrain lors de ses passages en Serie D, c'est au poste de piston droit qu'il s'impose à Alexandrie, avant de retrouver une position plus classique de latéral polyvalent dans une défense à quatre avec Empoli,,.

## Palmarès
|  | Empoli FC - Serie B (1) - Champion en 2020-21 |

🇮🇹 Juventus FC
• vainqueur de la Coupe d’Italie 2024